# 托尔高
托尔高（德語：Torgau，發音：[ˈtɔʁɡaʊ] ⓘ）是德国萨克森州北萨克森县的城市，也是北萨克森县的县治，面积102.81平方千米，2023年12月31日人口为19,683人。

## 地理

### 市区
托尔高共分为15个市辖区（Ortsteil）。

### 气候

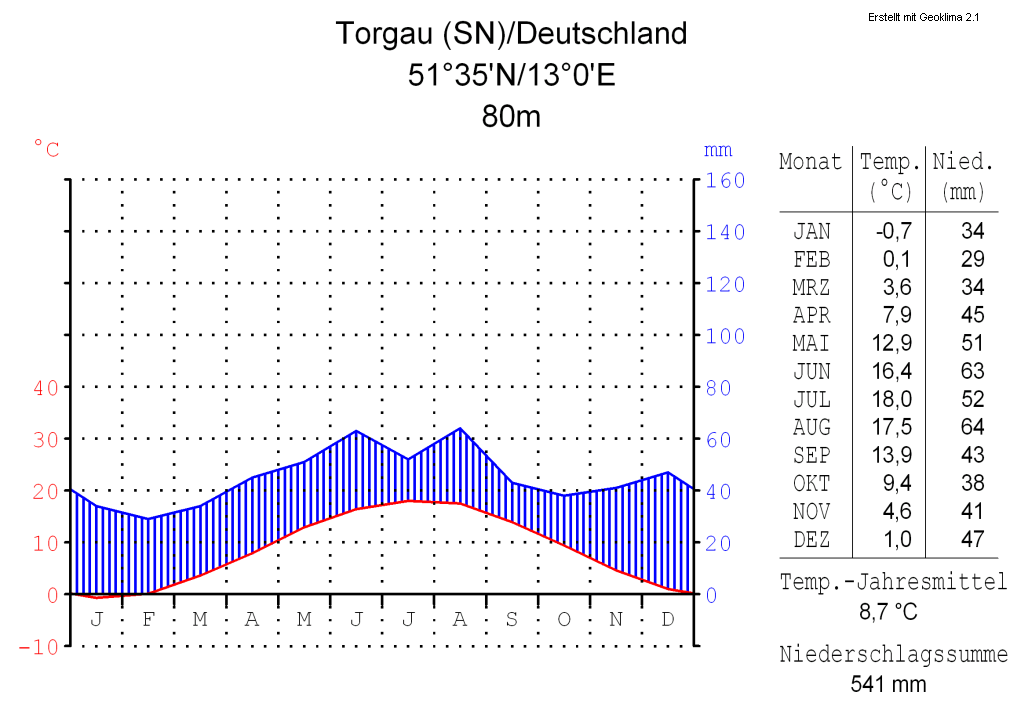
托尔高的气候图

托尔高的年平均气温为摄氏8.7度，年平均降雨量为541毫米。

## 历史
973年，在一份公文中首次提到一个名为的地方。托尔高被提升为城市的年份不详。至少有一个1267年遗留下来的纪录中提到它为城市。
一份1344年的文献中提到托尔高与奥沙茨、格里马组成的城市联盟的民兵。
1485年，恩斯特和阿尔布雷希特瓜分萨克森公国，托尔高归恩斯特。1530年3月，马丁·路德与腓力·墨蘭頓、约翰内斯·布根哈根等人在附近撰写了《托尔高信纲》。1547年約翰·腓特烈一世败给神圣罗马帝国皇帝查理五世，因此丧失其公爵头衔，他的领地被划给德累斯顿的莫里茨。
1552年，路德的寡妇卡塔琳娜·冯·博拉从维滕贝格逃到托尔高来躲避鼠疫，结果在托尔高发生了马车的车祸，使得她骨盆骨折，三个星期后于1552年12月20日逝世于托尔高。
今天她逝世的房子是一座关于她的博物馆，她的墓碑是托尔高的名勝之一。

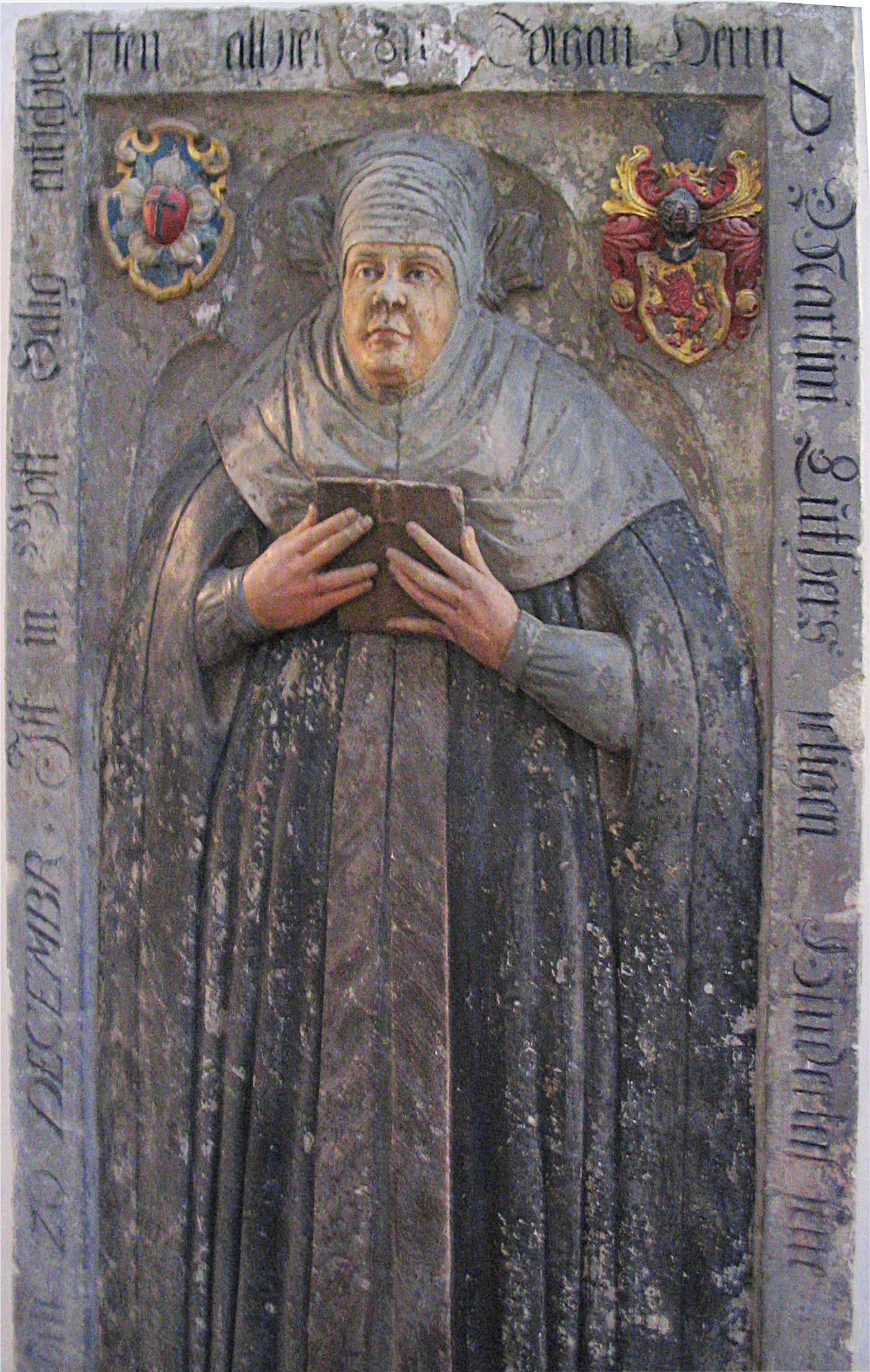
卡塔琳娜·冯·博拉的墓碑

1760年11月3日，七年战争的最后一次战役托爾高戰役在这里爆发。
1811年，拿破仑·波拿巴下令在托尔高建造要塞，但是由于他的失败而没有实现。1815年维也纳会议上，托尔高被划给普鲁士。
在纳粹德国时期，1943年—1945年，帝国军事法庭被设立在托尔高。在托尔高军队监狱中上千人被判处死刑和执刑，其中包括拒服兵役者、耶和華見證人、抵抗纳粹人士和美军战俘。今天这里是一座博物馆。
第二次世界大战末，1945年4月25日，来自西方的美国士兵与来自东方的苏联士兵在托尔高会师。今天留下来的电影和照片记录是26日在被毁的托尔高易北河大桥上拍的。今天每年4月25日举办的易北河日纪念这个日期。
1945年9月—1948年10月，內務人民委員部在托尔高原军队监狱设置了第八号和第十号特殊营。第八号营里关押的主要是有纳粹背景的人，而第十号营里关押的则是被看作是对社会主义秩序有威胁的政治犯，其中也包括苏联公民。在这三年里这里有约1500人丧生。1964年—1989年，在托尔高设有一青年劳改营。
第二次世界大战后，托尔高被划给新设立的州——萨克森-安哈尔特州，在1952年德意志民主共和国的行政区划改革中被划给莱比锡行政区。1990年两德合并后通过全民共投被并入萨克森州。
2009年1月1日，托尔高被提升为“大型县辖城市”。

### 市镇合并
1994年1月1日，市镇格拉迪茨和梅尔皮茨并入托尔高。2009年1月1日，市镇普弗吕库夫并入托尔高，市镇面积从42.08平方千米增加至90.33平方千米。2013年1月1日，市镇钦纳并入托尔高。

## 交通
托爾高連接著87號、182號及183號聯邦公路，其中87號和183號公路在此跨越易北河。
托爾高屬於MDV交通網絡的一部分，區內的巴士服務主要由OVH提供，連接周邊地區。鐵路運輸方面，托爾高火車站位於哈雷—科特布斯鐵路線上。現時只有中德S-Bahn的S4線及德國鐵路營運的RB10區域快車在此設站，分別連接萊比錫及科特布斯。

## 文化
托尔高的王宫位于易北河附近，是一座辉煌的文艺复兴建筑。首部德语歌剧是在这里第一次上演的。

### 定期活动
每年八月举办为期两天的露天音乐会，包括两个舞台，参加者可以宿营。

### 纪念处

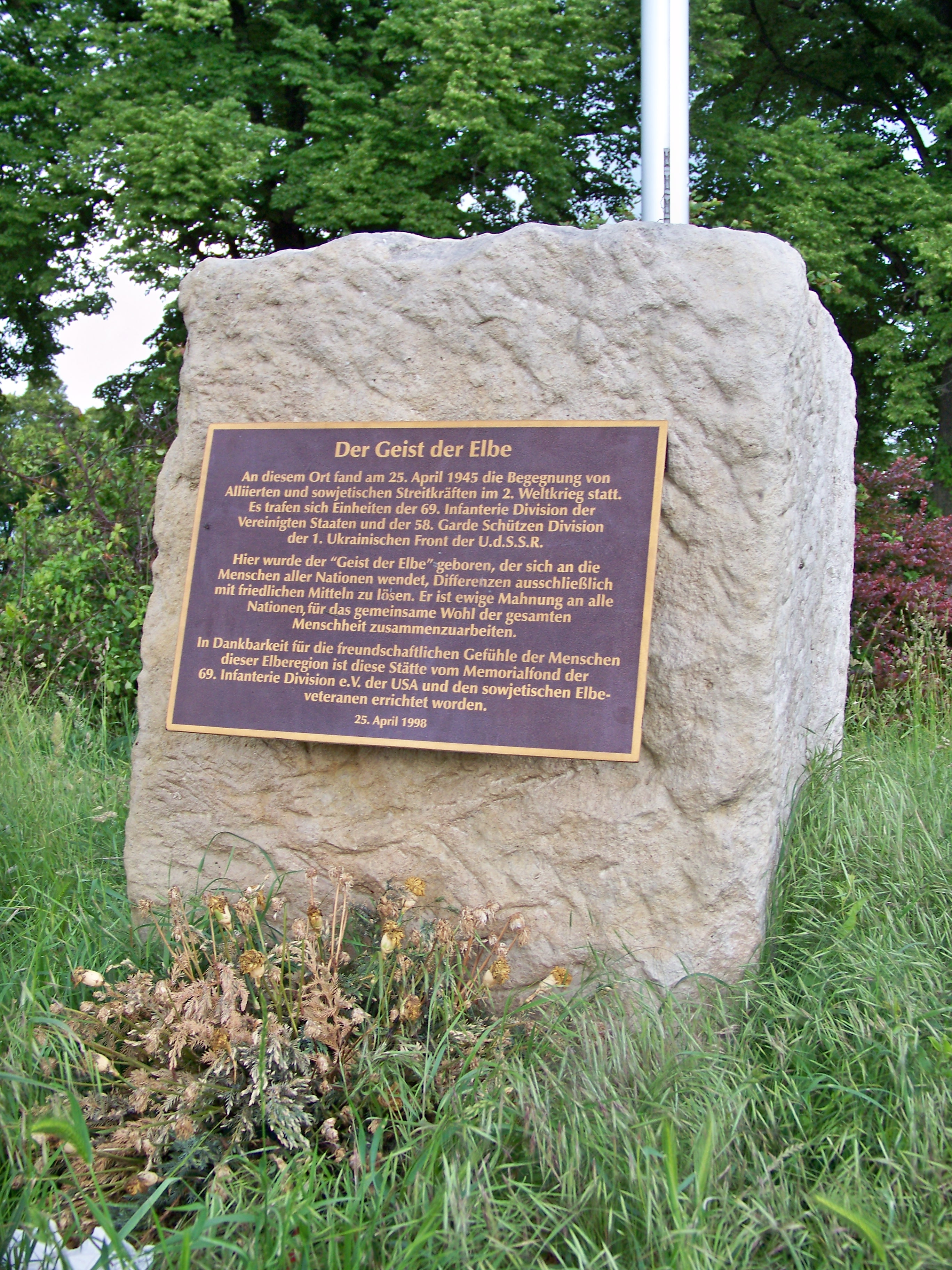
二战末盟军会合纪念石

- 1948年在新教墓地设立的纪念石纪念160名在二战中在军队监狱被军事法庭处死的人
- 苏联荣誉墓地纪念在当地埋葬的非自由劳工和战俘以及一名被杀的苏联红军战士。
- 在腓特烈广场上有一纪念法西斯主义的受害者的纪念碑

## 经济和基础设施
托尔高的三个最大的雇主是一个生产汽车玻璃窗的企业（550名职工）、一个陶瓷厂和监狱。

### 教育
托尔高有多所小学、两座中学、一座高级中学和一个职业学校中心。

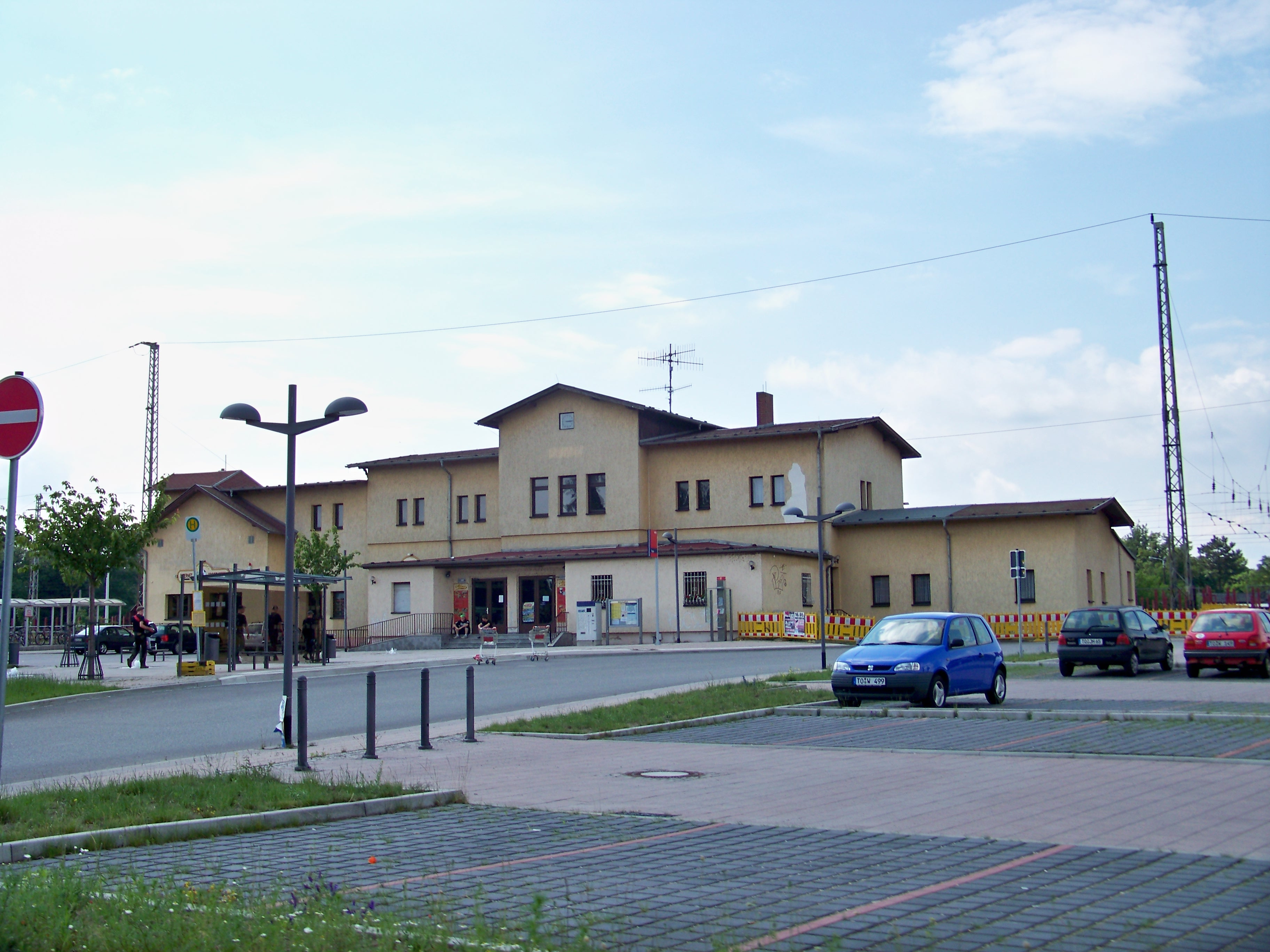
火车站

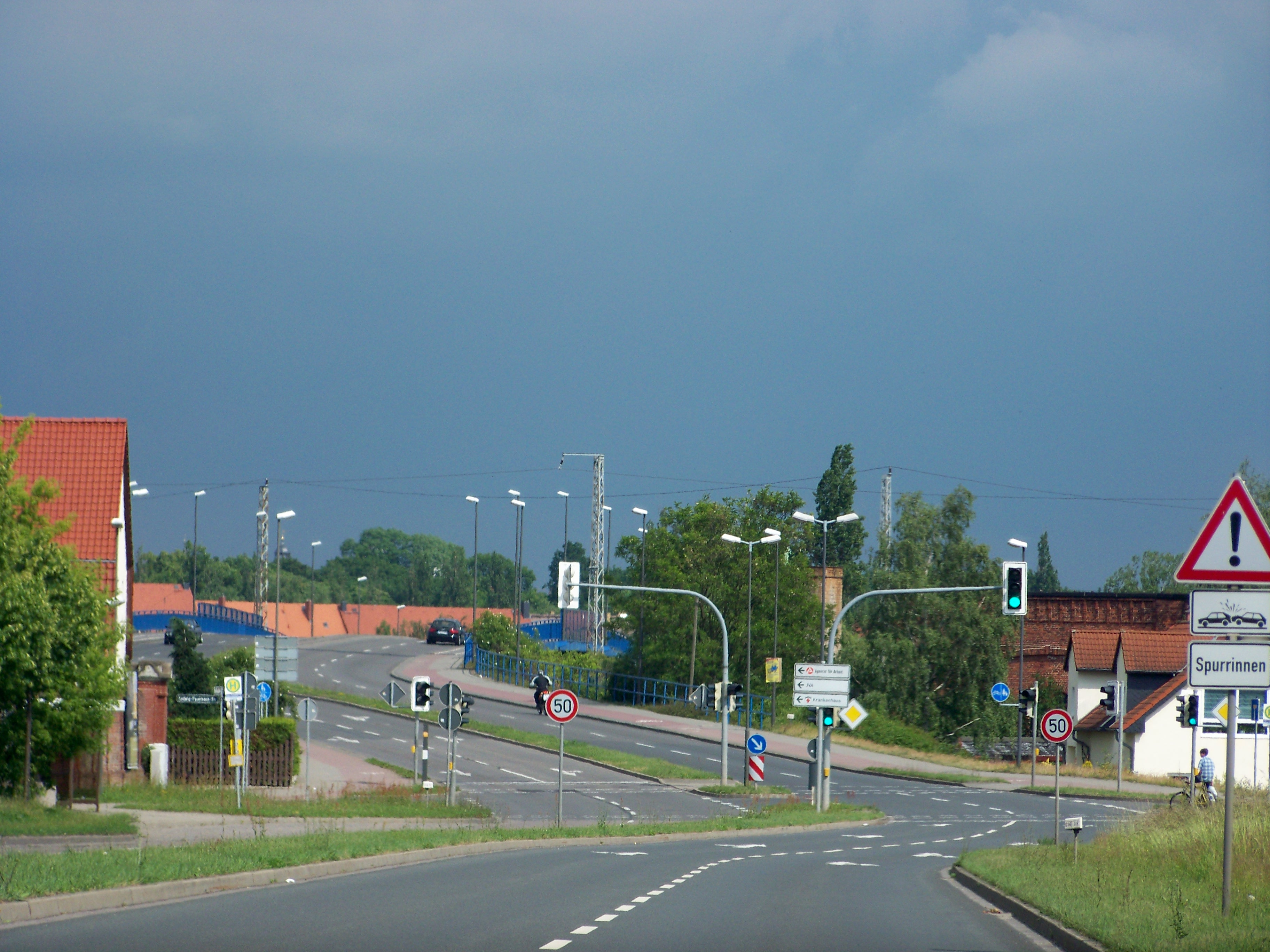
华沙路

## 友好城市
托尔高与以下城市结为友好城市：
- 芬兰 海門屈勒
- 德国 辛德尔芬根
- 捷克 茲諾伊莫